# Pecilka pestrá
Pecilka pestrá česká synonyma: Živorodka modroskvrnná, Živorodka pestrá (latinsky: Micropoecilia picta, slovensky: Pecilka pestrá, anglicky: Swamp guppies, Painted guppy). Rybu poprvé popsal v roce 1913 britský ichtyolog Charles Tate Regan (1. únor 1878 – 12. leden 1943). V roce 1939 byla tato ryba dovážena jako Micropoecilia melanzonus.

## Popis
Samci jsou barevnější, podobají se např. Poecilia wingei a Poecilia kempkesi. Jsou menší, mají štíhlé tělo, mají pestré zbarvení, dorůstají do 2–3 cm. Samice jsou větší, dorůstají 4–5 cm. Pohlaví ryb je snadno rozeznatelné: samci mají pohlavní orgán gonopodium, samice klasickou řitní ploutev.

## Biotop
Ryba žije ve Střední a Jižní Americe, v Trinidadu, na východě Venezuely, v řece Demerara v Guyaně, po deltu Amazonky v Brazílii. Obývá mírně brakické vody v kanálech a drenážních příkopech na okrajích bažin, Pomalu tekoucí potoky umístěné ve vnitrozemí se sladkou vodou.

## Chov v akváriu
- Chov ryby: Ryba žije v hejnu. Doporučuje se chov s převahou samic. Ryby jsou v menším počtu plaché a skrývají se. Dobře prospívá v mírně brakické vodě. Doporučuje se nechovat s příbuznými druhy živorodek, např. Poecilia reticulata, Poecilia wingei a Poecilia kempkesi, kdy dochází k nežádoucímu křížení a znehodnocení chovu.[3]
- Teplota vody: 26–28°C[3]
- Kyselost vody: od 7,5–8,5pH[3]
- Tvrdost vody: 15–25°dGH[3]
- Krmení: Jedná se o všežravou rybu, přijímá tedy umělé vločkové krmivo, mražené krmivo, drobné živé krmivo (nítěnky, plankton), rostlinnou potravu, řasy.[3]
- Rozmnožování: Doba březosti je 24 dní. Samice rodí 11–25 živých mláďat. Rozmnožování probíhá po celý rok.[pozn. 1][3][4]